# Hlinaia (Rajon Grigoriopol)
Hlinaia (russisch Глиное/Glinoje, ukrainisch Глинне/Hlynne, deutsch Glückstal) ist eine Ortschaft und Gemeinde im Rajon Grigoriopol der international nicht anerkannten Republik Transnistrien, welche völkerrechtlich als Teil der Republik Moldau angesehen wird. Die Ortschaft liegt etwa 12 Kilometer nordöstlich von Grigoriopol zwischen dem Fluss Dnister und der Grenze zur Ukraine.

## Geschichte
Ab 1808 wurde Land für die heute in Transnistrien liegenden Kolonien zur Verfügung gestellt. Glückstal wurde 1809 von evangelisch-lutherischen Einwanderern aus Württemberg, der Pfalz, dem Elsass und aus Ungarn gegründet. Es ist neben den Kolonien Neudorf, Bergdorf und dessen Tochterkolonie Kleinbergdorf eine der vier ursprünglich deutschen Siedlungen der Schwarzmeerdeutschen auf dem heute transnistrischen Gebiet. Glückstal war zudem ein Kolonistenbezirk der Schwarzmeerdeutschen mit den untergeordneten Kolonien Neudorf, Bergdorf, Kassel und Glückstal selbst.

## Bevölkerung
Ursprünglich war Hlinaia eine ausschließlich von Deutschen bewohnte Ortschaft. Mit Stand 2004 ist Hlinaia heute eine ethnisch heterogene Ortschaft mit etwa gleichen Anteilen Ukrainern, Russen und Moldauern. Während der deutschen Besatzung hatte der Ort einen Sonderstatus. Die einheimischen Deutschen beteiligten sich an Verbrechen der SS.
Heute machen die Deutschen eine Minderheit von 2,21 % aus.
| Ukrainer | Russen  | Moldauer | Deutsche | Bulgaren | Belarussen | Gagausen | Juden  | Andere | Summe |
| -------- | ------- | -------- | -------- | -------- | ---------- | -------- | ------ | ------ | ----- |
| 939      | 859     | 728      | 60       | 39       | 32         | 20       | 1      | 40     | 2.718 |
| 34,55 %  | 31,60 % | 26,78 %  | 2,21 %   | 1,43 %   | 1,18 %     | 0,74 %   | 0,04 % | 1,47 % | 100 % |

## Sehenswürdigkeiten
Das Dorf hat ein Dorfmuseum. Ein Raum des Museums ist der Geschichte des Zweiten Weltkriegs gewidmet, der andere der Ortsgeschichte seit der Gründung. In letzterem Raum befinden sich deutsche Trachten, Gebetsbücher und Familienfotos. Auch die 1845 von den deutschen Siedlern erbaute Kirche ist erhalten, jedoch ohne Kirchturm.